# Dálnice A11 (Itálie)
A11 (italsky Autostrada A11) je jednou z dálnic v Itálii.
Dálnice A11 se nachází v Toskánsku; spojuje Florencii s Pisou. Její první části již vznikly na přelomu 20. a 30. let (otevření prvního úseku v roce 1932 a počátek jeho výstavby roku 1928). Po dálnici A8 a A9 (technicky jedna dálnice, označována je však jako dvě) je historicky nejstarší vzniklou v době fašistické Itálie. Dopravně je napojena na dálnici A12 u Pisy a dálnici A1 u Florencie. Roku 1970 k ní byla též postavena rychlostní komunikace D11 napojující se na ni u Pisy, odvádějící dopravu mimo toto město.